# Барковское муниципальное образование
Барковское муниципальное образование — муниципальное образование со статусом сельского поселения в составе Балашовского района Саратовской области. Административный центр — село Барки. На территории поселения находятся 6 населённых пунктов — 2 села, 4 посёлка .

## Население
| 2010  | 2011  | 2012  | 2013  | 2014  | 2015  | 2016  |
| ----- | ----- | ----- | ----- | ----- | ----- | ----- |
| 1316  | ↘1315 | ↘1213 | ↘1123 | ↗1140 | ↗1197 | ↗1219 |
| 2017  | 2018  | 2019  | 2020  | 2021  | 2025  |       |
| ↗1238 | ↘1207 | ↘1133 | ↗1151 | ↗1938 | ↘1875 |       |

## Населённые пункты
- село Барки — административный центр;
- село Устиновка;
- посёлок Восход;
- посёлок Новая Глебовка;
- посёлок Разумный Труд;
- посёлок Степное.

Главой поселения является Бабкин Алексей Николаевич.